# SS Katahdin
Le SS Katahdin est un bateau à vapeur lacustre amarré sur le lac de Moosehead à Greenville, dans le Maine. Construit en 1914 au chantier naval de Bath, le Bath Iron Works, il a d'abord servi au commerce touristique sur le lac avant d'être converti en remorqueur transportant du bois. Il a été entièrement restauré dans les années 1990 par le Moosehead Maritime Museum à but non lucratif et propose à nouveau des sorties sur le lac. L'un des très rares bateaux lacustres survivants du Maine et le plus ancien navire à flot construit à Bath, il a été inscrit au registre national des lieux historiques le 13 septembre 1978.

## Historique
Le Katahdin est un bateau à vapeur à proue abrupte, à coque en acier, avec deux ponts en bois. La configuration d'origine comprenait des espaces passagers fermés sur deux ponts, avec une zone ouverte à l'arrière sur le pont inférieur et entourant la zone fermée sur le pont supérieur. La timonerie est située à l'avant de l'enceinte du pont supérieur. Les entrées principales des passagers sont situées sur le pont inférieur de chaque côté de la timonerie.
Il a été construit en 1914 à la Bath Iron Works pour la Coburn Steamship Company, et il est le plus ancien navire à flot construit à Bath. Il a été expédié par sections à Greenville, où l'assemblage final a eu lieu. L'utilisation principale lors de son lancement était de transporter des touristes et des fournitures au Mont Kineo Resort depuis Greenville Junction, mais il proposait également des croisières sur le lac.
La Grande Dépression et l'utilisation accrue de l'automobile pour le transport de loisirs ont entraîné une baisse de la demande, et le navire a fait le dernier voyage touristique en 1938. En 1940, il a été acquis par une entreprise de papier (plus tard elle-même fusionnée avec la Scott Paper Company), et converti pour être utilisé comme remorqueur transportant du bois à travers le lac. Cette conversion comprenait la suppression des zones de promenade des ponts et le remplacement de la centrale à vapeur par un moteur diesel. Il a continué dans cette utilisation jusqu'en 1976.

## Préservation

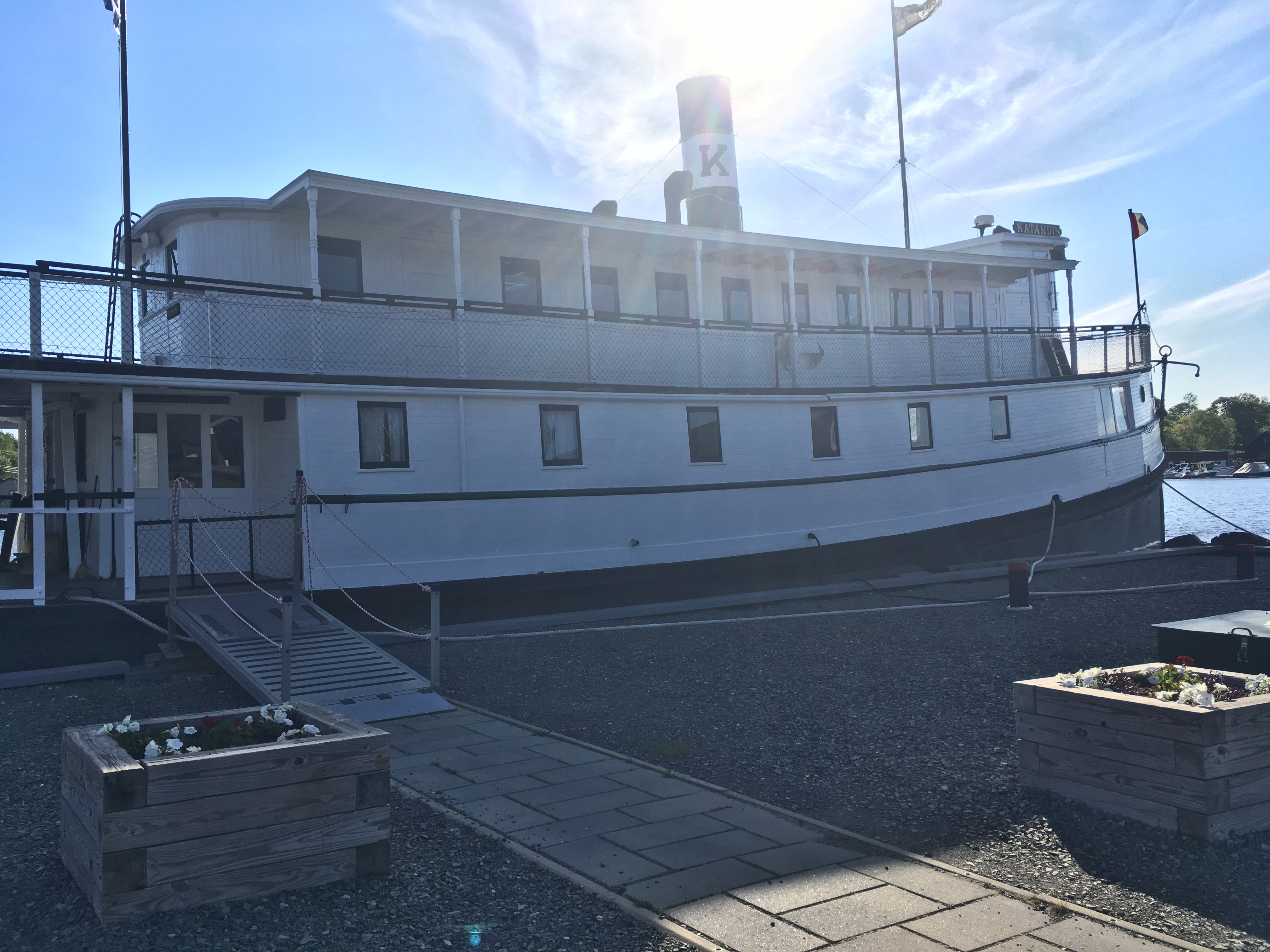
Katahdin en 2019

Peu de temps après, une organisation à but non lucratif locale, le Moosehead Marine Museum , a été organisée pour préserver le bateau. Il a été suffisamment restauré pour offrir des visites du lac et a recommencé à servir le commerce touristique. Après un important effort de collecte de fonds commencé en 1993, il a été entièrement restauré, y compris un replaquage de la coque par Bath Iron Works. Le pont supérieur est désormais en fibre de verre et les promenades ont été restaurées. En 2012, la quille a été remplacée.
Katahdin propose désormais des croisières entre juin et octobre, parcourant 19 ou 32 km sur le lac, dans des croisières d'une durée de 3h et 4 1/2 heures. Il est également disponible à la location pour des événements privés.